# Margitta Gummel
Margitta Gummel (Magdeburgo, República Democrática Alemana; 29 de junio de 1941-27 de enero de 2021) fue una atleta alemana, especializada en la prueba de lanzamiento de peso en la que llegó a ser campeona olímpica en 1968.

## Carrera deportiva
En las Olimpiadas de México 1968 ganó el oro en lanzamiento de peso, además consiguió batir el récord del mundo con 19.61 metros, por delante de su compatriota Marita Lange y la soviética Nadyezda Chizhova.
Cuatro años después, en los JJ. OO. de Múnich 1972 ganó la medalla de plata en el lanzamiento de peso, llegando hasta los 20.22 metros, siendo superada por Nadezhda Chizhova que con 21.03 metros batió el récord del mundo, y por delante de la búlgara Ivanka Khristova (bronce con 19.35 metros).

## Muerte
Margitta Gummel falleció a la edad de 79 años en Wietmarschen, Baja Sajonia después de enfrentar una larga enfermedad según informó su hija Ulrike Gummel.